# أيه أس دي بي اندونيسيا فيري

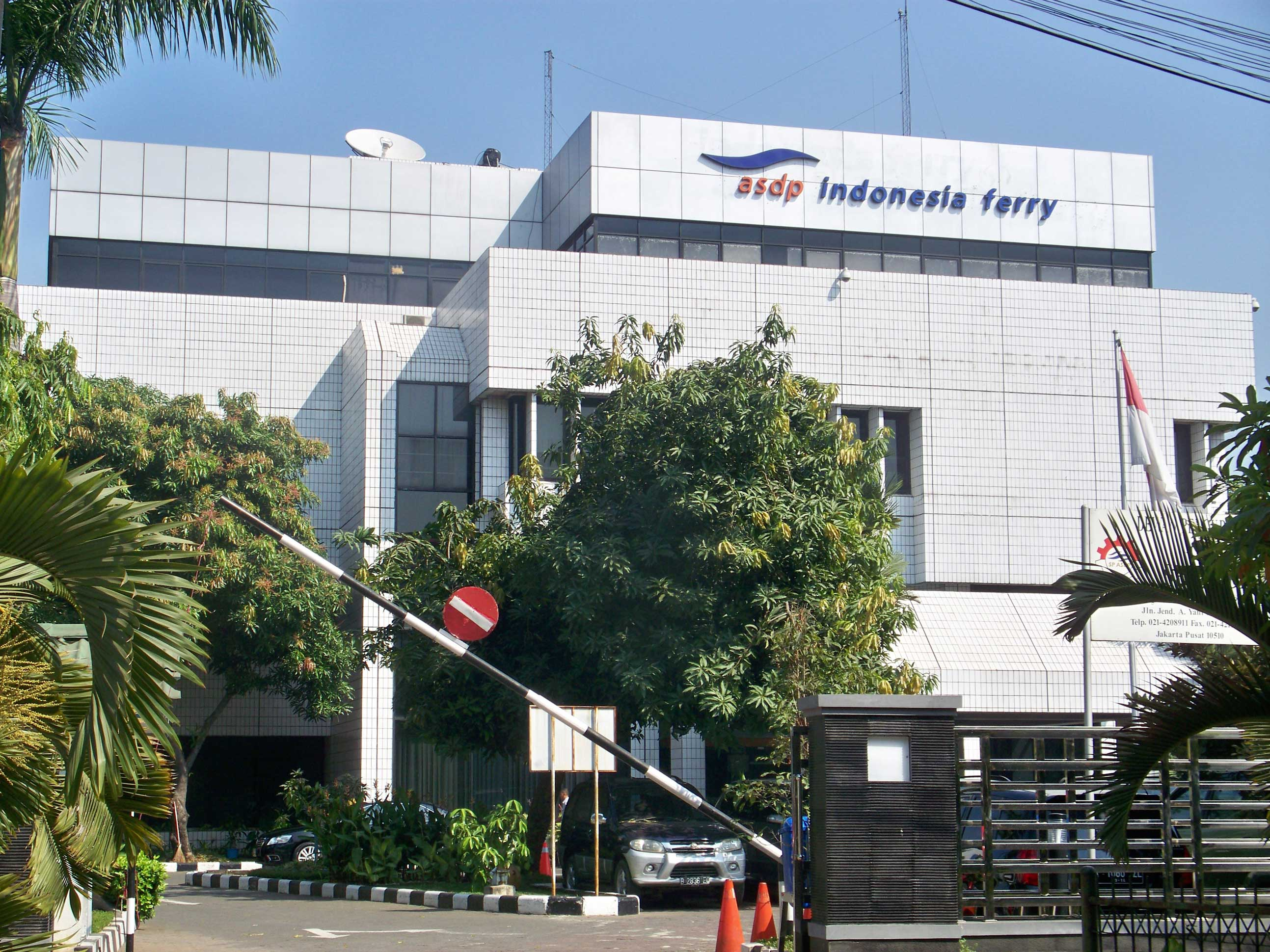
بي تي أيه أس دي بي اندونيسيا

بي تي أيه أس دي بي اندونيسيا فيري (بيرسيرو) هي شركة تشغيل عبّارات الركاب الإندونيسية المملوكة للدولة . يقع المقر الرئيسي للشركة في وسط جاكرتا ولديها 29 فرعًا في 4 مكاتب إقليمية في جميع أنحاء إندونيسيا. اعتبارًا من عام 2020، تدير 160 سفينة في جميع أنحاء إندونيسيا،  تخدم 49 مليون مسافر،  مما يجعلها واحدة من أكبر مشغلي العبارات في العالم. 

## الأسطول والموانئ
اعتبارًا من عام 2019، تمتلك أيه أس دي بي وتدير 151 سفينة بالإضافة إلى 34 ميناءً مخصصًا للعبارات في جميع أنحاء إندونيسيا.